# اثر فتوالکتریک
اثر فتوالکتریک (اثر فوتوالکتریک هم نوشته‌اند) پدیده‌ای الکترومغناطیسی کوانتومی است که در آن، ماده پس از جذب انرژی از فوتونِ پرتو الکترومغناطیسی تابیده به آن (مانند پرتو فرابنفش، پرتو ایکس یا نور)، الکترون گسیل (آزاد) می‌کند.
این پدیده همچنین به خاطر کشف شدنش از سوی هاینریش هرتز به اثر هرتز معروف است، هرچند امروزه این لفظ کمتر به کار می‌رود (هرتز واحد بسامد (فرکانس) نیز می‌باشد).
اثر فتوالکتریک با فوتون‌هایی با انرژی پایین در حدود چند الکترون‌ولت مشاهده می‌شود. اگر فوتون به اندازهٔ کافی انرژی داشته باشد (در حد چند کیلوالکترون‌ولت) پدیدهٔ دیگری به نام اثر پراکندگی کامپتون و اگر انرژی آن در حد چند مگا الکترون‌ولت باشد، پدیدهٔ دیگری به نام جفت‌سازی (Pair production) رخ می‌دهد.
مطالعهٔ پدیدهٔ فتوالکتریک منجر به گام‌های مهمی در درک حقیقت کوانتومی نور شد.
این اثر یکی از بخش‌های مهم فیزیک است که در سال، ۱۹۲۱ آلبرت اینشتین به خاطر آن جایزه نوبل فیزیک گرفت.

نموداری از تابش الکترون‌ها از یک صفحهٔ فلزی. این امر زمانی رخ می‌دهد که انرژی واردشده توسط فوتون داخل‌شونده بیش از تابع کار ماده باشد.

## تاریخچه
اثر فتوالکتریک توسط هاینریش هرتز در سال ۱۸۸۷ در جریان آزمایش‌هایی کشف شد که هدف عمده آن‌ها تأیید پیشگویی‌های نظری ماکسول در مورد وجود امواج الکترومغناطیسی حاصل از جریان‌های الکتریکی نوسانی بود. اثر فتوالکتریک پدیده‌ای الکترومغناطیس کوانتومی است که در آن الکترون، بعد از جذب انرژی یک پرتوی الکترومغناطیسی مانند پرتوی ایکس یا انوار مرئی، از ماده گسیل می‌شود. ما در این متن لفظ فوتوالکترون را به این الکترون گسیل شده اطلاق می‌کنیم.

## مشاهدات اولیه
در ۱۸۳۹، الکساندر ادموند بکرل پدیدهٔ فتوالکتریک را در یک الکترود مشاهده کرد، الکترودی که در داخل یک محلول شیمیایی یونی قرار داشت و محلول در معرض نور قرار گرفته بود. در ۱۸۷۳ میلادی اسمیت فهمید که سلنیوم یک مادهٔ نور-هادی است. ماده‌ای که مقاومت الکتریکی ان با شدت روشنایی تغییر می‌کند.

### دهانهٔ جرقهٔ هرتز (hertz spark gap)
در ۱۸۸۷ هاینریش هرتز، پدیدهٔ فتوالکتریک و تولید و دریافت امواج الکترومغناطیسی را مشاهده کرد. او این مشاهدات را در مجلهٔ annalen der physik منتشر کرد. دستگاه گیرندهٔ امواج الکترومغناطیسی که او ساخته بود از یک سیم پیچ و دو گوی کوچک که در فاصلهٔ بسیار کمی از هم قرار داشتند تشکیل شده بود. زمانی که نوسانات الکترومغناطیسی در سیم پیچ باعث به وجود آمدن جریان الکتریکی در مدار گیرنده می‌شدند، آنگاه سیم پیچ که هر یک از دو سیم آن به یکی از این گوی‌ها متصل بود، این گوی‌ها را به‌طور متناوب دارای اختلاف پتانسیل الکتریکی می‌کرد و در نتیجه این بارهای الکتریکی شارژ شده در گوی‌ها، در هوا تخلیه الکتریکی می‌شد (و این با ایجاد جرقه قابل دید بود) و آنگاه بود که هرتز می‌فهمید دستگاه گیرنده در حال دریافت امواج الکترومغناطیسی است. ما این گوی‌ها را دهانه جرقه می‌نامیم. او دستگاه گیرنده را در جعبه‌ای تاریک قرار داد تا جرقه‌ها را بهتر ببیند. به هر حال او متوجه شد که وقتی در جعبه بین گیرنده و فرستنده یک دیوارهٔ شیشه‌ای قرار می‌دهیم، ماکزیمم طول جرقه کاهش می‌یابد؛ و این بدان خاطر است که اگر شیشه قرار نداشت دوگوی پرتوی فرابنفش تولید شده در گیرنده را جذب می‌کردند و انرژی آن الکترون را در پرش از سطح گوی‌ها یاری می‌کرد. وقتی شیشه برداشته شد طول جرقه باید افزایش پیدا می‌کرد. او هیچ کاهشی را در طول جرقه مشاهده نکرد وقتی به جای شیشه، کوارتز را قرار داد؛ و این بدان خاطر است که کواتز نمی‌تواند از عبور امواج فرابنفش جلوگیری کند حال آنکه شیشه دارای چنین خاصیتی است. هرتز ماه‌ها تحقیق را به پایان رساند و نتایجی که به دست آورده بود را گزارش کرد. اما او تحقیق روی این پدیده را بیش از این ادامه نداد و نه حتی تلاشی نکرد تا بفهمد که این پدیده از کجا آمده.

### جی.جی. تامسون: الکترون
در سال ۱۸۹۹، تامسون روی پرتوی فرابنفش در لامپ تولید پرتوی ایکس تحقیق می‌کرد. متأثر از کارهای جیمز کلارک ماکسول تامسون دریافت که پرتوهای کاتدی از ذرات دارای بار منفی تشکیل شده‌اند که بعدها این ذرات الکترون نام‌گذاری شد اما تامسون آن‌ها را کورپوسل (corpuscles) می‌خواند. در این تحقیق تامسون دو صفحهٔ فلزی (الکترود) را در یک لولهٔ خلاء قرار داد و آن را تحت تابش فرکانس بالا قرار داد. تامسون فکر می‌کرد که میدان الکترومغناطیسی در حال نوسان اتم را نیز مجبور به نوسان می‌سازد و بعد از رسیدن به یک دامنه خاص که توسط تشدید نوسان اتم به آن می‌رسیم، اتم یک کورپوسل زیر اتمی از خود گسیل می‌دارد و میزان آن جریان را تامسون اندازه می‌گرفت. مقدار این جریان با رنگ و شدت تابش متغیر بود. در شدت تابش بالاتر یا فرکانس‌های بالا جریان هم بیشتر می‌شد

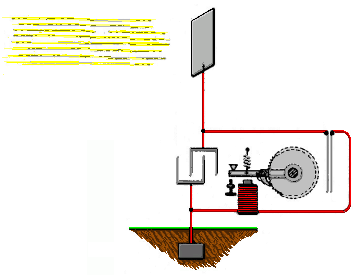
یک موتور فوتو الکترونیک US685957 که اشعه روی یک رسانای عایق‌دار تابیده می‌شود که به یک خازن متصل است. خازن شارژ الکتریکی می‌کند

### مشاهدات ون لنارد
در ۱۹۰۲، فیلییپ آنتوان ون لنارد، مشاهده کرد که انرژی الکترون را می‌توان با تغییر فرکانس نور ورودی تغییر داد. او از یک لامپ قدرتمند قوسی استفاده کرد، چیزی که او را قادر می‌کرد تا تغییرات شدید در شدت تابش را مورد بررسی قرار دهد و به اندازهٔ کافی نیرو داشت تا بتواند روی تغییرات پتاسیل و در نتیجه تغییرات فرکانس نور را مورد بررسی قرار دهد. آزمایش او به‌طور مستقیم پتانسیل الکتریکی را اندازه می‌گرفت و نه انرژی جنبشی الکترون را. او رابطهٔ انرژی الکترون را با ماکزیمم ولتاژ قطع به دست آورد. او همچنین فهمید که ماکزیمم انرژی جنبشی الکترون با فرکانس نور مرتبط است. برای مثال افزایش فرکانس پرتوی ورودی، افزایش ماکزیمم انرژی جنبشی محاسبه شده برای الکترون تحت عمل آزادسازی را نتیجه می‌دهد-پرتوی فرابنفش به پتانسیل قطع بیشتری نیاز دارد تا جریان را در مدار از کار بیندازد تا نور آبی. اما نتیجهٔ مشاهدات ون لنارد به خاطر سختی انجام آزمایش کیفی بود نه کمی زیرا آزمایش باید روی یک صفحه فلزی بسیار صیقلی انجام می‌شد تا اینکه نتایج قدری دقیق تر گردند، اما آن در چند دقیقه اکسید می‌شد حتی در خلاء جزئی که او ایجاد کرده بود. جریانی که توسط الکترون گسیل شده از سطح به دست می‌آمد نیز به شدت نور مربوط می‌شد. با دو برابر شدت تابش دو برابر الکترون گسیل می‌شد اما ون لنارد چیزی از فوتون نمی‌دانست.

### اینشتین: نور کوانتومی
توصیفات ریاضی البرت اینشتین در سال ۱۹۰۵ میلادی، از اینکه چگونه اثر فتوالکتریک به‌وسیلهٔ جذب کوانتوم نور (چیزی که بعدها فوتون نام گرفت) پدید می‌آید، در مقاله‌ای با عنوان «دیدگاه ابتکاری در باب تولید و تبدیل نور» ارائه شد. این مقاله توصیف ساده‌ای را از کوانتوم نور یا همان فوتون بیان می‌کرد و نشان داد که چگونه این پدیده را به عنوان اثر فتوالکتریک توصیف کنیم. توصیف سادهٔ او بر این حساب که جذب یک کوانتوم منفرد از نور بود، توانست خصوصیات این پدیده و فرکانس آستانه را توجیه کند. تفسیر انیشتین از پدیدهٔ فتوالکتریک برای او جایزهٔ نوبل را در سال ۱۹۲۱ به ارمغان آورد.
ایدهٔ کوانتومی بودن نور با قوانین منتشر شدهٔ ماکس پلانک از تابش جسم سیاه آغاز شد («در باب قانون توزیع انرژی در یک طیف عادی» ،annalen der physik ۴(۱۹۰۱)) که با درست فرض کردن اینکه نوسان‌های هرتز فقط می‌توانستند در انرژی E که با فرکانس f مرتبط است موجود باشند، توسط فرمول E = hf. با درست فرض کردن اینکه نور حقیقتاً از بسته‌های جدای انرژی تشکیل شده، انیشتین معادلات پدیدهٔ فتوالکتریک را نوشت که با آزمایش‌ها مطابق بودند (معادلات توضیح می‌دادند که چرا انرژی یک الکترون فقط به فرکانس پرتوی ورودی مرتبط بود و نه به شدت تابش، یک منبع فرکانس پایین هیچ فوتونی با انرژی کافی از خود گسیل نمی‌کرد تا یک الکترون را از جای بکند). این یک گام نظری بزرگ بود و حقیقت کوانتومی نور بسیار مستحکم بوده و هست. ایدهٔ کوانتومی بودن نور با تئوری موجی نور که نظریه‌های ماکسول را دنبال می‌کرد در تضاد بود. نظریه‌های ماکسول که فرض بخش پذیری (قابلیت تقسیم شدن) بینهایت انرژی در یک سیستم فیزیکی را اثبات می‌کرد. حتی بعد از آزمایش‌های که نشان داد معادلات انیشتین برای پدیدهٔ فتوالکتریک صحیح بودند، استحکام نظریهٔ کوانتومی بودن نور افزایش یافت، و این از وقتی بود که معادلات انیشتین معادلات ماکسول را نقض کرد، معادلاتی در آن هنگام دیگر به‌طور کامل درست فرض شده بود.
کارهای انیشتین پیش‌بینی کرد که انرژی یک الکترون جداشدهٔ منفرد با فرکانس پرتوی ورودی یک رابطهٔ خطی دارد، یعنی با افزایش یکی دیگری هم افزایش می‌یابد، شاید به‌طور شگفت‌آوری که تا آن هنگام هنوز تجربه نشده بود. در سال ۱۹۰۵ تمامی این مفاهیم درک شد اما نه از طریق آزمایش. تا اینکه در سال ۱۹۱۵ رابرت اندروو میلیکان نشان داد که انیشتین درست می‌گفت.

### الکترون؛ ذره یا موج؟
اثر فتوالکتریک به پیش برد مفهوم طبیعت دوگانه نور، که نور امواج و ذرات را در شرایط متفاوت نشان می‌دهد، کمک بسزایی کرد. این پدیده از طریق توصیف کلاسیک نور به عنوان موج غیرقابل درک بود، زیرا که انرژی الکترون گسیل شده به شدت تابش بستگی نداشت. این تئوری کلاسیک پیش‌بینی کرده بود که الکترون می‌تواند در طول یک زمان مشخص انرژی دریافتی را انباشته کرده و بعد گسیل شود. برای اینطور تئوری‌های کلاسیک که در یک شرط پیش پرشده کار می‌کند لازم به سماجت روی خود ماده می‌باشد. ایدهٔ پیش پرشدگی در کتاب میلیکان (الکترون مثبت و منفی) و در کتاب کامپتون و آلیسون (پرتوی ایکس در تئوری و آزمایش) بحث شده است.

## موارد استفاده فوتو دیودها و فوتو ترانزیستورها
سلول‌های خورشیدی که برای تولید انرژی خورشیدی مورد استفاده قرار می‌گیرند و دیودهای حساس به نور، هرکدام به نوعی از پدیدهٔ فتوالکتریک استفاده می‌کنند، اما نه با الکترونی که از ماده جدا بشود. در نیم هادی‌ها، نور حتی با انرژی پایین، مانند انوار مرئی می‌توانند الکترون‌ها را از نوار ظرفیت جدا کرده و آن‌ها را به نوار رسانش با انرژی بالاتر انتقال دهند، جایی آن‌ها با تحت کنترل بودن می‌توانند در یک ولتاژ متناسب با گاف انرژی جریان الکتریکی تولید کنند.

### سنسورهای تصویر
دوربین‌های تلویزیونی در اوایل دورهٔ ظهور تلویزیون از پدیدهٔ فتوالکتریک استفاده می‌کردند. انواع دوربین‌ها از مواد هادی حساس به نور استفاده می‌کنند.
حساسه‌های سیلیکونی تصویر یا همان تراشه‌های CCD که به‌طور بسیار زیاد در دوربین‌های موبایل استفاده می‌شود بر پایه نوعی از اثر فتوالکتریک طراحی شده که در آن فوتون، الکترون را از نوار ظرفیت خارج می‌کند که در داخل خود سیستم جای دارد و نه در خارج آن، یعنی هیچ الکترونی از سیستم خارج نمی‌گردد.

### الکتروسکوپ برگه طلا

الکتروسکوپ برگه طلا

این الکتروسکوپ برای تشخیص الکتریسیته ساکن طراحی شده، بار الکتریکی قرار داده شده روی کلاهک، روی میله و برگه پخش می‌شود، و چون هردو بارهای هم نام دارند، میله و برگه هر دو یکدیگر را می‌رانند؛ و این باعث دور شدن برگه از میله می‌شود.
الکتروسکوپ یک وسیلهٔ مهم برای توجیه پدیدهٔ فتوالکتریک می‌باشد. بیایید فرض کنیم که الکتروسکوپ با بار منفی باردار شده است؛ و ما می‌توانیم بگوییم که یک به هم خوردگی تعادل بار روی میله موجود است (زیرا می‌دانیم که قبل از این میله خنثی بوده و جسم خنثی هم دارای تعادل بار مثبت و منفی می‌باشد و برای همین هم خنثی است). اما اگر ما نوری با فرکانس بالا روی کلاهک آن بتابانیم، بار منفی از بین می‌رود و برگه به سر جای خور بر می‌گردد و در کنار میله قرار می‌گیرد؛ و این بدان خاطر می‌باشد که فرکانس پرتو از فرکانس آستانهٔ کلاهک بالاتر است و فوتونی که روی سطح فلز فرود می‌آید به اندازهٔ کافی انرژی دارد تا الکترون را از سطح کلاهک جدا کند و بار منفی آن را کاهش دهد. این می‌تواند الکتروسکوپ باردار منفی را بی بار کرده و آن را با بار مثبت شارژ کند. اما اگر پرتوی ورودی فرکانسی پایین‌تر از فرکانس آستانهٔ کلاهک داشته باشد، الکتروسکوپ هیچگاه بار منفی خود را از دست نمی‌دهد و مهم نیست که چه مقدار از زمان نور به کلاهک بتابد.

### فضاپیماها
اثر فتوالکتریک باعث باردار شدن فضاپیمایی می‌شود که در فضا در معرض نور خورشید قرار دارد و این فضا پیما را با بار مثبت شارژ می‌کند؛ و این می‌تواند تا ده‌ها ولت انباشته شود؛ و می‌تواند یک مشکل بزرگ باشد زیرا که قسمت‌های دیگر فضاپیما که در سایه قرار دارد تا چند هزار ولت دارای پتانسیل الکتریکی می‌شود و همچنین دارای بار منفی است؛ و این برهم خوردگی توازن بار الکتریکی می‌تواند روی قطعات الکترونیکی فضا پیما تخلیه شود و آن‌ها را از کار بیندازد. بار الکتریکی مثبت ساکن تولیدی توسط پدیدهٔ فتوالکتریک دارای یک محدودیت است، زیرا یک جسم با بار الکتریکی بسیار زیاد الکترون‌ها را سخت‌تر از دست می‌دهد.

### غبار ماه
نوری که از خورشید بر ماه می‌تابد، ذرات غبار سطح ماه را دارای بار الکتریکی می‌کند و ذرات غبار دارای بار حالا همدیگر را دفع می‌کنند و از سطح ماه بالا می‌روند؛ و این پدیده خود را همانند اتمسفری از غبار آشکار می‌سازد و به صورت لکه‌ای تاریک و یک تابش تاریک بعد از تابش نور خورشید به سطح ماه آشکار می‌شود و قابل دید است.

این پدیده اولین بار در خلال برنامهٔ نقشه‌برداری در دهه ۶۰ از سطح ماه عکس‌برداری شد. این گمان می‌رود که کوچک‌ترین ذرهٔ غبار تا کیلومترها از سطح ماه بالا می‌رود و ان ذرات، زمانی که شارژ و دشارژ می‌شوند، روی آتشفشان‌ها حرکت می‌کنند.

### ادوات دید در شب
در یک دوربین دید در شب فوتون‌ها به یک صفحهٔ گالیوم آرسنید برخورد می‌کنند و بر اساس پدیدهٔ فتوالکتریک الکترون‌ها را مجبور به جداشدن از سطح فلز می‌کنند؛ و این الکترون‌ها بعد از انبوه‌سازی، به صوری آبشاری روی یک صفحه از فسفر می‌ریزند و آن را روشن می‌کنند.

## نظریه
انیشتین در سال ۱۹۰۵ رابطهٔ زیر را پیشنهاد نمود که اکنون تأیید شده است:
{\displaystyle hf=W+K\!}
که در آن
{\displaystyle h} ثابت پلانک
{\displaystyle f} بسامد موج
{\displaystyle W}تابع کار فلز
{\displaystyle K} انرژی جنبشی الکترون
به‌طور خلاصه می‌توان گفت که اگر نوری از امواج الکترومغناطیسی بر سطحی (بویژه) فلزات بتابد از جسم مقداری الکترون خارج خواهد شد که مقدار الکترون‌ها به شدت نور تابیده شده و انرژی الکترون‌ها به بسامد (انرژی فوتونها) بستگی دارد و اگر انرژی فوتون از حد آستانه پایین‌تر بیاید دیگر الکترونی بیرون نخواهد رفت بررسی این مسئله با فیزیک کلاسیک غیرممکن است و به کمترین فرکانسی که اثر فیک روی می‌دهد (الکترون از سطح فلز جدا شود) را فرکانس قطع می‌گویند.

## ولتاژ قطع
ولتاژ قطع ولتاژی است که اگر دو سر الکترودها اعمال شود دیگر پدیده فوتو الکتریک به وجود نمی‌آید.
از نظر عددی ولتاژ قطع برابر است با بیشینه انرژی الکترون‌های گسیل شده (برحسب الکترون ولت) است؛ یعنی زمانی که انرژی الکترون‌های گسیل شده ۱۰الکترون ولت باشد ولتاژ قطع۱۰ولت است.
ولتاژ قطع زمانی باعث توقف پدیده فوتو الکتریک می‌شود که نور تابشی به الکترود مثبت برخورد کند.

## نتایج آزمایش بر روی پدیدهٔ فتوالکتریک
1. برای یک فلز و فرکانس پرتوی ورودی، آهنگ افزایش تعداد فوتوالکترون‌های گسیل شده رابطهٔ مستقیم با شدت تابش پرتوی ورودی دارد.
2. برای یک فلز، یک فرکانس مینیمم مشخصی از پرتوی ورودی وجود دارد که پایین‌تر از آن هیچ فوتوالکترونی گسیل نمی‌شود، که ما آن را فرکانس آستانه (فرکانس قطع) می‌نامیم.
3. در فرکانس‌های بالاتر از فرکانس آستانه، ماکزیمم انرژی جنبشی هر فوتوالکترون گسیل شده به شدت تابش پرتوی ورودی وابسته نیست و البته به فرکانس پرتو بستگی دارد.
4. شدت نور تأثیری بر ولتاژ قطع ندارد. (ولتاژ قطع توسط بسامد نور مشخص می‌شود)
5. فرکانس نور تأثیری بر بیشینه شدت جریان ندارد. (شدت نور تعیین‌کننده بیشینه شدت جریان است)
6. زمان تأخیر بین تابش پرتوی ورودی و گسیل فوتوالکترون خیلی کوچک است، کمتر از ۱۰^-۹ ثانیه.